# جون ووكر (لاعب كرة قدم أسترالية)
جون ووكر (بالإنجليزية: John Walker)‏ هو لاعب كرة قدم أسترالية أسترالي، ولد في 13 يوليو 1951.

## وصلات خارجية
- جون ووكر على موقع AustralianFootball.com (الإنجليزية)
- جون ووكر على موقع AFLtables.com (الإنجليزية)